# Frederic Adolph Hoefer

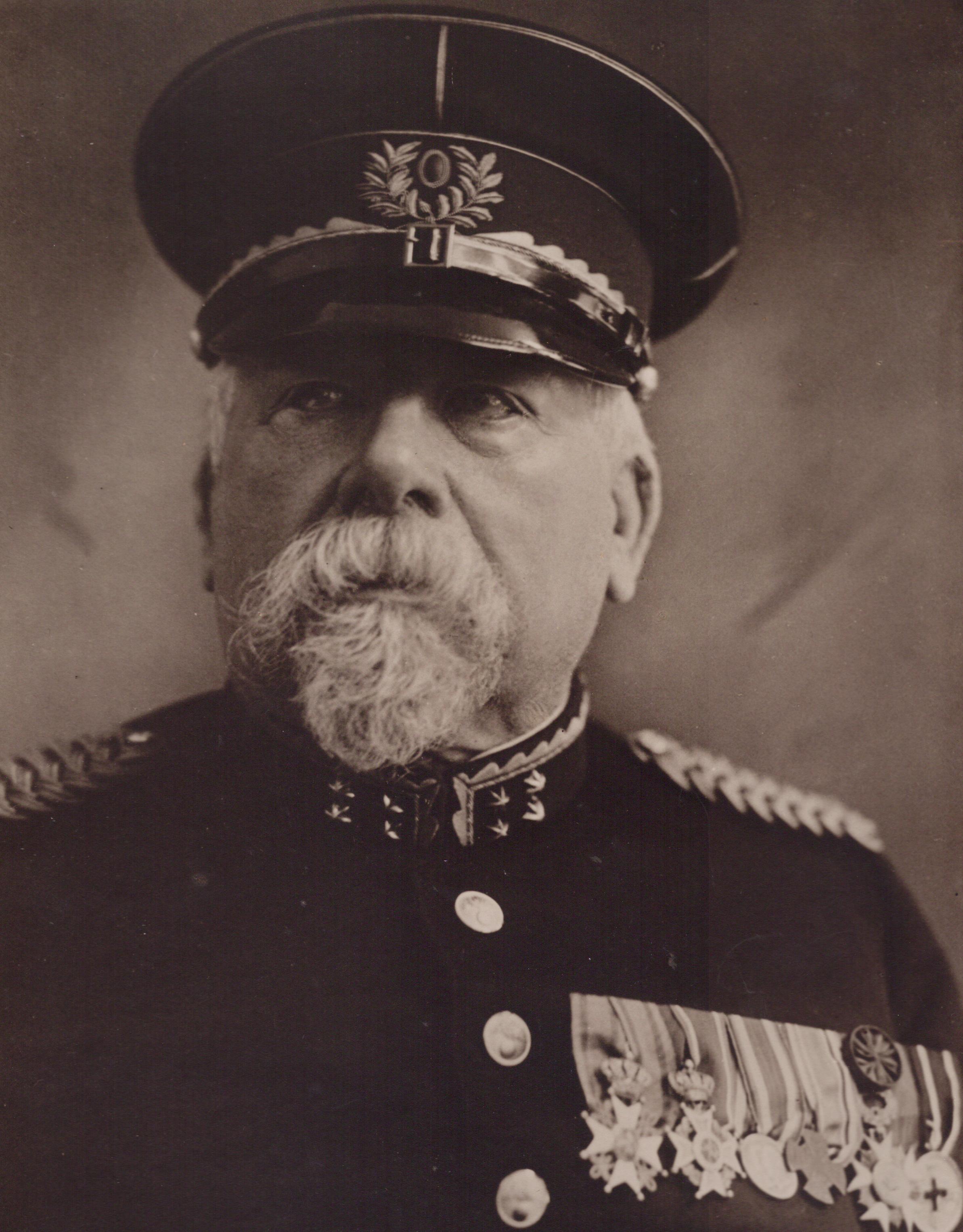
F.A. Hoefer (1930)

Frederic Adolph Hoefer (Sittard, 14 april 1850 – Zeist, 7 oktober 1938) was een Nederlands militair en historicus.
Hoefer was eerste luitenant der artillerie, tot een ongeval een einde maakte aan zijn militaire loopbaan. Nadien werkte hij bij de HIJSM en de Nederlandsche Bell-Telephoon Maatschappij.
Door contact met Samuel Muller Fz. raakte hij geïnteresseerd in archiefonderzoek. Hij vestigde zich in Hattem en werd aldaar vrijwillig archivaris. Dit leidde tot een grote stroom publicaties, niet alleen over Hattem, maar ook over vele andere onderwerpen. In 1894 werd hij directeur van het Provinciaal Overijssels Museum. Ook zette hij zich in voor de restauratie van diverse monumenten, waaronder de Dijkpoort te Hattem.
Hoefer is ook bekend als oprichter van het Legermuseum en het Nederlands Openluchtmuseum.
Tijdens de Eerste Wereldoorlog werd hij weer als militair actief, waarbij hij zich bezighield met de internering van Duitse krijgsgevangenen. Op zijn 80e verjaardag werd hij bevorderd tot titulair generaal-majoor.

## Publicatie
- Paul Knevel: De vaderlandsliefde en militaire trots van Frederic Adolf Hoefer. De vormende jaren van het Legermuseum. 1999